# Страде Бјанке 2021.
Страде Бјанке 2021. било је 15. издање једнодневне бициклистичке трке — Страде Бјанкеа. Одржана је 6. марта 2021. у италијанском граду Сијена, у покрајини Тоскана, као трећа трка у UCI ворлд туру  2021. Претходиле су јој УАЕ Тур и Омлоп хет Ниувсблад, који су одржани крајем фебруара. Омлоп и Курне—Брисел—Курне заједно чине викенд отварања и означавају почетак прољећних класика, а Страде Бјанке је први велики прољећни класик и сматра се шестим монументалним класиком.
Укупна дужина је износила 184 km. Старт и циљ су били у Сијени, а вожено је 12 сектора калдрме, које су садржале и спуст и успон. Пети сектор — Лучињано д’Асо, био је најдужи, са 11,9 km, док је најтежи био осми сектор — Монте Санте Мари. Тај сектор је био дуг 11,5 km и назван је „сектор Канчелара”, по Фабијану Канчелари. Циљ је био на средњовјековном тргу у Сијени поплочаним циглом — Пјаца дел Кампо, након стрмог успона по калдрмисаном путу Санта Катерина у последњем километру, који води у центар средњовјековног града.
Бранилац титуле је био Ваут ван Арт, који је на трци 2020. напао на 12 km до циља и остварио соло побједу, 30 секунди испред Давидеа Формола и Максимилијана Шахмана. Највећи фаворити су били Ван Арт, Метју ван дер Пул и Жилијен Алафилип, који је освојио трку 2019, а остали фаворити су били Том Пидкок, Тадеј Погачар, Михал Квјатковски и Јакоб Фуглсанг.
На око 25 km до циља одвојила се група од седам возача, у којој су били Ван дер Пул, Ван Арт, Алафилип, Михал Гегл, Погачар, Еган Бернал и Пидкок. Ван дер Пул је напао на последњем сектору калдрме, на 11 km до циља, пратио је само Алафилип, а на 10 km до циља, достигао их је Бернал. У последњем километру, Ван дер Пул је напао на успону и остварио соло побједу, пет секунди испред Алафилипа, а Бернал је завршио на трећем мјесту, двадесет секунди након Ван дер Пула.

## Рута
Рута је описана као јединствена, са секторима макадама и прљавих улица налик онима који се возе на Париз—Рубеу и успонима налик онима који се возе на арденским класицима. Старт и циљ трке су били у Сијени, која је дио Унескове свјетске баштине. Дистанца се с годинама мијењала, од 175 до 200 km, а од 2018. године вози се 184 km. Вожено је по брдовитом терену кроз Крете Сенеси, у округу Сијена, у централној Тоскани. Вожено је 11 сектора калдрме, укупне дужине 63 km. Сектори су, у зависности од тежине, били означени одговарајућим бројем зјвездица, од једне од пет; једном звјездицом су означени најлакши, а с пет звјездица најтежи сектори.
Старт трке је био испред тврђаве Фортеца Медичеа, потом се ишло кроз Волте Басе, Совичиле и Розију, а након 17,6 km вожен је први сектор калдрме Видрита — дуг 2,1 km — по равном и био је означен једном звјездицом као најлакши сектор. Други сектор Бањаја, вожен након 25 km, био је дуг 5,8 km са успоном Виле ди Корсано у финишу, дугим 400 метара. Просјечни нагиб сектора био је 5,6%, а максимални 9,6%, због чега је сектор био означен четирима звјездицама. Након спуста, на 147 km до циља, вожен је трећи сектор Ради, који је углавном вожен по равном и био је дуг 4,4 km. Послије тога се прилазило кроз Лупомпези и Везковадо, а на 136 km до циља вожен је четврти сектор Ла Пјана, који је био дуг 5,5 km и означен је једном звјездицом.
Послије четвртог сектора ишло се кроз Буонконвенто, након чега је вожен успон Монталчино, дуг 6,5 km, са просјечним нагибом од 4,8% и максималним нагибом од 8,7%. Послије спуста до Торенијерија, на 108 km до циља, вожен је пети и најдужи сектор Лучињано д’Асо. Био је дуг 11,9 km, пролазио је кроз Козону и Лучињано и био је означен трима звјездицама. Након само километар вожен је шести сектор Пиеве а Салти, који је био дуг 8 km и био је означен четирима звјездице.
Наредних 20 km ишло се кроз Понте д’Арбју, Лучињано д’Арбју и Монтерони д’Арбју, а на 73 km до циља вожен је седми сектор Сан Мартино ин Гранија, који је био дуг 9,5 km. У оквиру сектора вожен је успон Сан Мартино ин Гранија — дуг 8,3 km — са просјечним нагибом од 2,1% и максималним нагибом од 16,9%. Остатак сектора је чинио благи успон Ашано, са максималним нагибом од 1%. Послије спуста и 9 km након седмог, на 54 km до циља, вожен је осми и најтежи сектор Монте Санте Мари, који је био дуг 11,5 km и једини је био означен са пет звјездица. Године 2016, када је Фабијан Канчелара освојио трку по трећи пут, осми сектор је постао познат и као Сектор Канчелара у његову част.
Ишло се кроз Торе А Казтело, Кроче ди Самисеку, Кастелбуово Берардебга и Сан Пјеро, а на 24 km до циља вожен је девети сектор Монтеаперти, који је био дуг 800 метара и био је означен једном звјездицом. Послије три километра и проласка кроз Вико д’Арбју, на 20 km до циља, вожен је десети сектор Коле Пинцуто, који је био дуг 2,4 km и био је означен четирима звјездицама. На уласку у насеље Ле Толфе, на 13 km до циља, вожен је последњи сектор Ле Толфе, који је био дуг 1,1 km и био је означен трима звјездицама. Последњих 12 km вожено је по асфалту, а у финишу је вожено Улицом Фонтебранде, гдје је, на километар до циља, вожен успон Виа Санта Катерина, дуг 500 метара, са просјечним нагибом од 12,1% и максималним нагибом од 21,4%. Након успона, је вожен кратак спуст и неколико уских кривина до центра средњовјековног града и трга поплочаног циглом — Пјаца дел Кампо, гдје је био циљ.

### Сектори калдрме
| Бр. | Име                                 | Дужина од    | Дужина од | Дужина (km) | Категорија        |
| Бр. | Име                                 | Почетак (km) | Крај (km) | Дужина (km) | Категорија        |
| --- | ----------------------------------- | ------------ | --------- | ----------- | ----------------- |
| 1   | Видрита                             | 17,6         | 166,4     | 2,1         | *                 |
| 2   | Бањаја                              | 25           | 159       | 4,7         | * · * · * · *     |
| 3   | Ради                                | 36,9         | 147,1     | 4,4         | * · *             |
| 4   | Ла пјана                            | 47,6         | 136,4     | 5,5         | *                 |
| 5   | Лучињано д’Асо                      | 75,8         | 108,2     | 11,9        | * · * · *         |
| 6   | Пиеве а Салти                       | 88,7         | 95,3      | 8,0         | * · * · * · *     |
| 7   | Сан Мартино ин Гранија              | 111,3        | 72,7      | 9,5         | * · * · *         |
| 8   | Монте санте Мари (сектор Канчелара) | 130          | 54        | 11,5        | * · * · * · * · * |
| 9   | Монтеаперти                         | 160          | 24        | 0,8         | *                 |
| 10  | Коле Пинцуто                        | 164,6        | 19,4      | 2.4         | * · * · * · *     |
| 11  | Ле Толфе                            | 171          | 13        | 1,1         | * · * · *         |

## Тимови
На трци је учествовало 25 тимова и укупно 175 возача, по седам у сваком тиму. Свих 19 ворлд тур тимова имало је аутоматску позивницу и били су обавезни да учествују; побједник про тура за претходну годину такође је имао аутоматску позивницу за све ворлд тур трке, а другопласирани из про тура имао је аутоматску позивницу за све једнодневне ворлд тур трке, док су организатори трке — RCS Sport, додијелили четири вајлд кард позивнице.
По правилу из 2019. најбољи про тур тим у рангирању има загарантовано учешће на свакој ворлд тур трци наредне сезоне; најбољи про тур тим у сезони 2020. био је Алпесин—феникс, који је, такође, завршио на 12 мјесту у свјетском поретку тимова. Другопласирани тим из про тура 2020. — Аркеа—самсик, такође има аутоматску позивницу за класике, док су четири вајлд кард позивнице добили Андрони ђокатоли—сидермек, Бардијани—ЦСФ—фазијане, Вини забу—брадо—КТМ и Еоло—комета, који воде бивши бициклисти — Алберто Контадор и Иван Басо, а тим је постао професионалан на почетку сезоне 2021, наставши из фондације Контадор.
UCI ворлд тур тимови:
| - АГ2Р ситроен - Астана премијер тех - Бајк ексчејнџ - Бахреин–викторијус - Бора–ханзгро - Групама—ФДЈ - Декунинк—Квик-степ - ДСМ - ЕФ едукејшон—нипо - Израел старт ап нејшон | - Инеос Гренадирс - Интермарш—ванти—гобер материокс - Јумбо—визма - Кофидис - Кубека асос - Лото–судал - Мовистар - Трек–сегафредо - УАЕ тим Емирејтс |

UCI про тур тимови:
| - Алпесин—феникс - Андрони ђокатоли—сидермек - Аркеа—самсик | - Бардијани—ЦСФ—фазијане - Вини забу—брадо—КТМ - Еоло—комета |

## Фаворити
Због специфичне руте, трка привлачи и класик специјалисте и гранд тур возаче. Највећи фаворити били су Метју ван дер Пул, Ваут ван Арт и Жилијен Алафилип, који се сматрају најбољим класик возачима, а то је био први пут након Ронде ван Фландерена 2020, да сва тројица заједно стартују неку трку. Ван дер Пул је освојио Ронде 2020, када је, заједно са Ван Артом и Алафилипом напао на 35 km до циља. У фебруару, морао је да напусти УАЕ Тур са тимом Алпесин—феникс, због позитивних резултата на ковид 19, али је био негативан на тесту, због чега је могао да се врати у Холандију. Одлучио је да пропусти Омлоп хет Ниувсблад и да вози Курне—Брисел—Курне, гдје је напао на 85 km до циља, али је достигнут на 1,6 km до циља. Ван Арт је освојио Страде Бјанке 2020, када је освојио и Милано—Санремо, док је Ронде ван Фландерен, друмску трку и вожњу на хронометар на Свјетском првенству завршио на другом мјесту. Одлучио је да прескочи викенд отварања 2021. и да сезону почне на Страде Бјанкеу, на који је дошао као актуелни побједник. Алафилип је освојио Страде Бјанке 2019, када је такође освојио Милано—Санремо, Флеш Валон и био лидер Тур де Франса на 14 етапа, док је 2020. напао са Ван дер Пулом и Ван Артом на Ронде ван Фландерену, али је пао након што је ударио у мотор. На почетку 2021, био је први фаворит на Омлопу, гдје је био у нападу до финиша, а након што је достигнут, радио је за Давидеа Балеринија, који је побиједио у спринту. Поред Алафилипа, за Декунинк—Квик-степ возили су и Жоао Алмеида, који је био лидер Ђиро д’Италије 2020. на 15 етапа, Балерини који је освојио Омлоп, Здењек Штибар, који је освојио Страде Бјанке 2015, Каспер Асгрен, Питер Сери и Дрис Девенајс.
Остали фаворити били су: Еган Бернал, Тадеј Погачар, Том Пидкок, Грег ван Авермат, Јакоб Фуглсанг, Давиде Формоло, Михал Квјатковски, Алберто Бетиол, Бауке Молема, Тим Веленс и Ромен Барде. Бернал је освојио Тур де Франс 2019, а одлучио је да дебитује на Страде Бјанкеу у склопу припрема за Ђиро д’Италију. Тим Инеос Гренадирс, који није остварио ниједно мјесто у топ 10 на ворлд тур класицима од 2017, предводили су још Квјатковски и Пидкок, а возили су и Леонардо Басо, Овен Дул, Салваторе Пукио и Павел Сиваков. Квјатковски је освојио Страде Бјанке 2014. и 2017, док је Пидкок дебитовао за тим на почетку 2021, а неколико дана прије трке, завршио је Курне—Брисел—Курне на трећем мјесту. На Страде Бјанкеу, по први пут у каријери је носио број 1 за тим на некој трци. Веленс је на почетку 2021. освојио трку Етоил де Бесеж, након чега се повукао са Тур де ла Провенсе, како би се припремио за класике, а Омлоп и Курне је завршио ван топ 20.
Фуглсанг је освојио Критеријум ди Дофине двапут, по једном Лијеж—Бастоњ—Лијеж и Ђиро ди Ломбардију, док је Страде Бјанке 2019. завршио на другом мјесту, изгубивши у спринту од Алафилипа. Поред Фуглсанга, за Астану су возили и Фабио Фелине и Алекс Аранбуру, који су били лидери тима на Омлопу и Курнеу. Молема, који је освојио Ђиро ди Ломбардију 2019. и Класик Сан Себастијан 2016, био је лидер Трек—сегафреда, за који су возили такође и Ђанлука Брамбила и Квин Симонс, који је крајем 2020. био суспендован неколико мјесеци због наводног расизма на друштвеним мрежама.
Ван Авермат је био лидер АГ2Р ситроена, заједно са Нансом Петерсом, док Оливер Насен, који је био лидер тима са Ван Аверматом на Омлопу и Курнеу, није возио трку. Ван Авермат је освојио Омлоп 2016. и 2017, као и Париз—Рубе 2017, док је недељу дана прије трке, завршио Курне на осмом мјесту, а последњу побједу је остварио на Гран при сајклисте де Монтреалу 2019. Петерс је прије трке остварио само двије побједе у каријери, на Ђиро д’Италији 2019. и Тур де Франсу 2020, док му је најбољи резултат на класицима било треће мјесто на Гран Пијемонту. Бетиол, који је остварио прву побједу у каријери када је освојио Ронде ван Фландерен 2019, био је лидер ЕФ едукејшона, заједно са Себастијаном Лангевелдом, док су Групаму—ФДЈ предводили Стефан Кинг и Тобијас Лудвигсон. Барде је завршио Страде Бјанке на другом мјесту на свом дебију, 2018, након чега није возио трку двије године, док је на почетку 2021. прешао у тим ДСМ, гдје је био лидер на Омлопу и завршио је на 62 мјесту, скоро три минута иза главне групе. Мовистар је предводио Алехандро Валверде, који је претходно освојио Флеш Валон пет пута и Лијеж—Бастоњ—Лијеж четири пута, као и седам медаља на Свјетском првенству у друмској вожњи, док 2020. по први пут у каријери није остварио ниједну побједу у сезони. Страде Бјанке је пет година млађа трка од почетка његове каријере, а двапут је завршио на трећем мјесту — 2014. и 2015.
УАЕ тим Емирејтс су предводили Погачар и Формоло. Погачар је освојио Тур де Франс 2020, док је на почетку 2021. освојио УАЕ Тур, а Страде Бјанке 2020. завршио је на 13 мјесту. Формоло је трку 2020. завршио на другом мјесту, када је побиједио у спринту Максимилијана Шахмана, док је 2019. завршио на другом мјесту Лијеж—Бастоњ—Лијеж, такође испред Шахмана. Бору—ханзгро су првобитно требали да предводе Шахман, који је завршио на трећем мјесту 2020. и Петер Саган, који је завршио на другом мјесту 2013. и 2014, али се Шахман повриједио након што га је ударило ауто на Ђиро ди Ломбардији 2020, а затим је одлучио да пропусти Страде Бјанке и да вози Париз—Ницу, гдје је бранио побједу из 2020, док је Саган био позитиван на корона вирус и морао је да буде у карантину десет дана крајем фебруара. Изашао је из карантина прије почетка трке, али су из Боре изјавили да нема смисла слати га на Страде Бјанке. У њиховом одсуству, тим је предводио Емануел Букман, који је дебитовао на трци, а Тур де Франс 2019. завршио је на четвртом мјесту.
Мадс Вирц Шмит и Алесандро де Марки су предводили Израел старт ап нејшон, Пељо Билбао је био лидер Бахреина, док је Ђовани Висконти, који је завршио на петом мјесту 2018, предводио Бардијани на дебију тима на трци. Бајк ексчејнџ је предводио Сајмон Јејтс, у склопу припрема за Ђиро д’Италију, док су за тим возили још Брент Буквалтер, који је трку завршио на седмом мјесту 2020. и Роберт Станард. Сајмон Кларк и Михал Гегл су предводили тим Кубека асос. Кларк је трку завршио на осмом мјесту 2018, када је завршио Лијеж—Бастоњ—Лијеж на другом мјесту, док је Гегл завршио трку на деветом мјесту 2020, а 2017. је завршио Амстел голд рејс на осмом мјесту. Тим Еоло—комета, који је возио прву ворлд тур трку у историји, предводили су Давиде Баис, Ерик Фетер и Серхио Гарсија.

## Преглед трке
Пошто су на етапи 11 на Ђиро д’Италији 2021. вожени сектори калдрме са Страде Бјанкеа, Сајмон Јејтс, Емануел Букман, Бауке Молема, Еган Бернал и Ромен Барде су возили трку у склопу припрема за Ђиро. Ван дер Пул је, прије почетка, изјавио да је спреман и да јако жели да побиједи. Сијена је била у црвеној зони због ковида 19, због чега су возачи морали да носе маске и да избјегавају блиске контакте прије почетка трке. Трка је стартовала у 11:46, а бијег се одвојио тек на почетку другог сектора, на 158 km до циља. У бијег су отишли Филип Валслебен из Алпесин—феникса, Кевин Леданоа из Аркее—самсик и Симон Бевилаква из Вини забуа. Из групе су напали Лилијан Калмежан, Симон Пело и Дијего Севиља, али их је група брзо достигла. Бјегунци су стекли 23 секунде предности, а на трећем сектору, Ђовани Висконти, који је из Сан Баронта, је напао. Висконти је достигнут брзо, након чега су напали Симоне Петили и Самуеле Зокарато, који су достигли бјегунце пред почетак четвртог сектора.
На четвртом сектору, из групе су напали Тош ван дер Санде, Самуеле Риви и Филипо Таљани, који су стигли на 25 секунди од бјегунаца, док је главна група заостајала минут и по. На крају четвртог сектора, на 130 km до циља, тројица возача су достигли бјегунце и имали су предност од минут и по испред главне групе. Таљани је пао, али је успио да се врати у прву групу, која је стекла четири минута предности испред главне групе, на спусту са Монталчина. Петили је имао механичких проблема, док је, на најдужем сектору — Лучињано д’Асо, тим Јумбо—визма изашао на чело и главна група је, на 104 km до циља, смањила заостатак на два минута и десет секунди. Група је смањила заостатак на минут и по, након чега је дошло до пада, у којем је учествовао Алекс Хаус, који није могао да устане одмах.
Група је смањила заостатак на минут, након чега су Петили и Риви напали у бијегу, али су их достигли остали, осим Таљанија, који је отпао и достигла га је главна група. Предност је пала на мање од минут, а Риви је имао механичких проблема и отпао је из бијега. Риди Молар и Лоик Вилеж су напали из главне групе на шестом сектору, док је на чело групе изашао УАЕ тим Емирејтс. Предност је поново порасла на минут, а Молар и Вилеж су достигли бјегунце на 75 km до циља. Предност је пала на 30 секунди, након чега је Вилеж напао из бијега, али је група брзо смањила његову предност на 16 секунди. Погачар и Ерос Капеки су имали механичких проблема, послије чега је Асгрен замало пао у кривини и изгубио је доста позиција у групи, у којој је остало 50-ак возача. Ђани Вермеш и Гонзало Серано су напали из главне групе, брзо су достигли Вилежа и отишли од њега, након чега је из главне групе напао Андреас Крон, који их је достигао. Бјегунци су стекли 16 секунди предности, док се Погачар вратио у групу, након чега је Балеринију, који је био на челу за Алафилипа, пукла гума и отпао је од групе.
Брамбила је напао на 63 km до циља, због чега се главна група подијелила на четири мање групе, а у првој групи су били Алафилип, Ван дер Пул, Ван Арт, Асгрен и Ван Авермат. Групе су се брзо спојиле, а Алмеида је имао механичких проблема пред почетак осмог сектора, на којем се група поново раздвојила; у првој групи су били Формоло, Кевин Женије, Ван Авермат, Асгрен, Тобијас Фос, Пељо Билбао, Квин Симонс, Овен Дул, Петр Вакоч, Горка Изагире, Ромен Сигл, Роберт Станард и Мауро Шмит, који су достигли бјегунце и стекли 25 секунди испред главне групе. Ван Арт је напао, пратили су Алафилип и Пидкок и стигли су до прве групе, док је Ван дер Пул био мало даље иза, али је достигао групу. На успону Монте Санте Мари, Алафилип је двапут нападао, након чега је Ван Авермат отпао, а престигла га је и друга група, у којој је био Фуглсанг. У првој групи су остали Алафилип, Ван Арт, Ван дер Пул, Бернал, Погачар, Гегл, Симонс, Женије и Пидкок. Ван Арт, Ван дер Пул и Пидкок су се смјењивали на челу, а Женије је отпао из групе, док је предност испред друге групе порасла на 23 секунде.
У другој групи су били Фуглсанг, Веленс, Молема, Симон Кар, Сајмон Кларк, Женије и Вакоч, који су смањили заостатак на десет секунди, а на 35 km до циља, Симонсу је пукла гума. Тимско возило је било далеко, због чега су му помогли неутрални механичари, којима је било потребно доста времена да замијене гуму и Симонс је отпао из прве групе. Успио је да се врати у другу групу, али је њихов заостатак био све већи и, на 25 km до циља, заостатак је био 25 секунди. Ван дер Пул је напао на почетку деветог сектора, затим је напао Алафилип, који се окренуо, видио да су Ван Арт и Пидкок на зачељу групе; напао је поново и Пидкок је отпао; Ван Арт је био иза њега, али је одмах изашао испред и покушавао да се врати у групу. Заостатак је смањен на осам секунди, док је заостатак друге групе, коју је предводио Фуглсанг, порастао на 50 секунди. Ван Арт је возио на темпо, дошао је на 15 метара иза групе, након чега је Ван дер Пул убрзао јер није хтио да се Ван Арт врати у групу, али је он успио да се врати, док је Пидкок и даље био иза. Возачи из друге групе су нападали један другог, а на 20 km до циља, Симонс је пао, док су Билбао и Браун наставили потјеру.
Предност је порасла на минут и 10 секунди испред друге групе, а лидери су пратили један другог и смјењивали се на челу, возећи на темпо. На почетку последњег сектора, Погачар је почео да се мучи, након чега је Ван дер Пул напао на 12 km до циља и једино га је Алафилип пратио. На 10 km до циља, достигао их је Бернал, док су Погачар, Ван Арт, Гегл и Пидкок оформили потјеру иза и смањили су заостатак на 13 секунди. У првој групи, Бернал није радио са Ван дер Пулом и Алафилипом, већ је само возио иза, јер је имао Пидкока у другој групи и није хтио да допринесе повећању предности, док у другој групи, Пидкок није хтио да ради и допринесе смањењу заостатка, јер је имао Бернала у првој групи. На 8,5 km до циља, Бернал је почео да ради на челу, а предност се повећала на 16 секунди, док је у другој групи, Погачар тражио од Пидкока да почне да ради, али је он одбио. Стекли су 25 секунди предности на почетку успона, на километар до циља. Ван дер Пул је напао, али су Алафилип и Бернал пратили. Ван дер Пул је поново напао на средини успона и нису могли да га прате; Бернал је одмах отпао, док је Алафилип био близу, али није могао да га достигне. Ван дер Пул је прешао први преко успона, након чега је одвезао неколико кривина до трга Пјаца дел Кампо и побиједио је пет секунди испред Алафилипа. Бернал је завршио на трећем мјесту, 20 секунди иза, док је Ван Арт напао из друге групе и завршио је на четвртом мјесту, 51 секунду иза. У спринту, Пидкок је завршио на петом мјесту, Гегл на шестом и Погачар на седмом, а стигли су на циљ 54 секунде иза. Кларк је завршио на осмом мјесту, Фуглсанг на деветом и Билбао на десетом, а завршили су два и по минута иза.
У нападу у последњем километру, Ван дер Пул је достигао убрзање од 1,362 вата, након чега је 15 секунди возио са 1,105 вати, а у остатку успона, који је одвезао за минут и 23 секунде, одржавао је просјек од 556 вати. Винченцо Нибали, Том Бонен и његов отац — Адри ван дер Пул, били су одушевљени његовим убрзањем, а након трке, Бен Свифт је изјавио да је Ван дер Пул апсолутни фаворит за Милано—Санремо и да је сигуран да ће напасти на Пођу.

## Резултати
Трку је стартовало 175 возача, завршило је њих 118, 37 се повукло, док је њих 20 завршило трку, али ван временског лимита, преко пола сата иза побједника.
| Позиција | Возач                 | Тим                             | Вријеме     |
| -------- | --------------------- | ------------------------------- | ----------- |
| 1        | Метју ван дер Пул     | Алпесин—феникс                  | 4 с 40' 29" |
| 2        | Жилијен Алафилип      | Декунинк—Квик-степ              | + 5"        |
| 3        | Еган Бернал           | Инеос Гренадирс                 | + 20"       |
| 4        | Ваут ван Арт          | Јумбо—визма                     | + 51"       |
| 5        | Том Пидкок            | Инеос Гренадирс                 | + 54"       |
| 6        | Михал Гегл            | Кубека асос                     | + 54"       |
| 7        | Тадеј Погачар         | УАЕ тим Емирејтс                | + 54"       |
| 8        | Сајмон Кларк          | Кубека асос                     | + 2' 25"    |
| 9        | Јакоб Фуглсанг        | Астана премијер тех             | + 2' 25"    |
| 10       | Пељо Билбао           | Бахреин–викторијус              | + 2' 39"    |
| 11       | Симон Кар             | ЕФ едукејшон—нипо               | + 3' 36"    |
| 12       | Роб Пауер             | Кубека асос                     | + 3' 45"    |
| 13       | Тим Веленс            | Лото–судал                      | + 4' 19"    |
| 14       | Ђани Вермеш           | Алпесин—феникс                  | + 4' 21"    |
| 15       | Петр Вакоч            | Алпесин—феникс                  | + 4' 26"    |
| 16       | Кевин Женије          | Групама—ФДЈ                     | + 4' 30"    |
| 17       | Клемент Вентурини     | АГ2Р ситроен                    | + 6' 26"    |
| 18       | Бауке Молема          | Трек–сегафредо                  | + 6' 26"    |
| 19       | Грег ван Авермат      | АГ2Р ситроен                    | + 6' 26"    |
| 20       | Ромен Барде           | ДСМ                             | + 6' 26"    |
| 21       | Валентин Мадуа        | Групама—ФДЈ                     | + 6' 30"    |
| 22       | Алекс Аранбуру        | Астана премијер тех             | + 6' 32"    |
| 23       | Алберто Бетиол        | ЕФ едукејшон—нипо               | + 6' 32"    |
| 24       | Давиде Формоло        | УАЕ тим Емирејтс                | + 6' 32"    |
| 25       | Каспер Асгрен         | Декунинк—Квик-степ              | + 6' 32"    |
| 26       | Андреа Вендраме       | АГ2Р ситроен                    | + 6' 39"    |
| 27       | Овен Дул              | Инеос Гренадирс                 | + 6' 39"    |
| 28       | Андреас Крон          | Лото–судал                      | + 6' 39"    |
| 29       | Иван Гарсија Кортина  | Мовистар                        | + 6' 39"    |
| 30       | Роберт Станард        | Бајк ексчејнџ                   | + 6' 39"    |
| 31       | Стефан Кинг           | Групама—ФДЈ                     | + 6' 43"    |
| 32       | Патрик Конрад         | Бора–ханзгро                    | + 6' 43"    |
| 33       | Ђанлука Брамбила      | Трек–сегафредо                  | + 6' 43"    |
| 34       | Лоренцо Рота          | Интермарш—ванти—гобер материокс | + 6' 43"    |
| 35       | Нанс Петерс           | АГ2Р ситроен                    | + 6' 43"    |
| 36       | Риди Молар            | Групама—ФДЈ                     | + 6' 43"    |
| 37       | Жоао Алмеида          | Декунинк—Квик-степ              | + 6' 48"    |
| 38       | Филипо Зана           | Бардијани—ЦСФ—фазијане          | + 6' 48"    |
| 39       | Симоне Гуљелми        | Групама—ФДЈ                     | + 6' 48"    |
| 40       | Емануел Букман        | Бора–ханзгро                    | + 6' 51"    |
| 41       | Мауро Шмит            | Кубека асос                     | + 6' 51"    |
| 42       | Вегард Стаке Ленген   | УАЕ тим Емирејтс                | + 6' 51"    |
| 43       | Херман Пернстајнер    | Бахреин—викторијус              | + 6' 51"    |
| 44       | Брент Буквалтер       | Бајк ексчејнџ                   | + 6' 59"    |
| 45       | Томс Скујинш          | Трек—сегафредо                  | + 7' 04"    |
| 46       | Тобијас Фос           | Јумбо—визма                     | + 7' 04"    |
| 47       | Алехандро Валверде    | Мовистар                        | + 7' 04"    |
| 48       | Луис Мас Боне         | Мовистар                        | + 7' 04"    |
| 49       | Гонзало Серано        | Мовистар                        | + 7' 04"    |
| 50       | Горка Изагире         | Астана премијер тех             | + 7' 04"    |
| 51       | Иго Ул                | Астана премијер тех             | + 7' 04"    |
| 52       | Михел Шер             | АГ2Р ситроен                    | + 7' 19"    |
| 53       | Данијел Ос            | Бора–ханзгро                    | + 7' 23"    |
| 54       | Квин Симонс           | Трек–сегафредо                  | + 7' 28"    |
| 55       | Ђовани Алеоти         | Бора–ханзгро                    | + 7' 48"    |
| 56       | Матеј Мохорич         | Бахреин–викторијус              | + 8' 49"    |
| 57       | Дијего Роса           | Аркеа—самсик                    | + 10' 21"   |
| 58       | Јан Поланц            | УАЕ тим Емирејтс                | + 10' 21"   |
| 59       | Алесандро де Марки    | Израел старт ап нејшон          | + 10' 25"   |
| 60       | Кристофер Јул Јенсен  | Бајк ексчејнџ                   | + 10' 40"   |
| 61       | Брент ван Мур         | Лото–судал                      | + 10' 44"   |
| 62       | Здењек Штибар         | Декунинк—Квик-степ              | + 11' 08"   |
| 63       | Сајмон Јејтс          | Бајк ексчејнџ                   | + 11' 48"   |
| 64       | Ромен Сигл            | Групама—ФДЈ                     | + 11' 57"   |
| 65       | Јан Бакеланс          | Интермарш—ванти—гобер материокс | + 12' 54"   |
| 66       | Питер Сери            | Декунинк—Квик-степ              | + 13' 28"   |
| 67       | Павел Сиваков         | Инеос Гренадирс                 | + 13' 28"   |
| 68       | Маркус Бурхарт        | Бора–ханзгро                    | + 13' 28"   |
| 69       | Роберт Хесинк         | Јумбо—визма                     | + 13' 28"   |
| 70       | Бен Цвехоф            | Бора–ханзгро                    | + 13' 28"   |
| 71       | Абнер Гонзалес        | Мовистар                        | + 13' 28"   |
| 72       | Емил Вињебо           | Кубека асос                     | + 13' 28"   |
| 73       | Емануел Гебрегзабијер | Трек–сегафредо                  | + 13' 28"   |
| 74       | Матис Лувел           | Аркеа—самсик                    | + 13' 35"   |
| 75       | Том ван Асброк        | Израел старт ап нејшон          | + 13' 47"   |
| 76       | Натан ван Хојдонк     | Јумбо—визма                     | + 13' 47"   |
| 77       | Тео Делакроа          | Интермарш—ванти—гобер материокс | + 13' 47"   |
| 78       | Јосип Румац           | Андрони ђокатоли—сидермек       | + 13' 47"   |
| 79       | Том Боли              | Кофидис                         | + 13' 47"   |
| 80       | Матија Баис           | Андрони ђокатоли—сидермек       | + 13' 47"   |
| 81       | Филипо Конка          | Лото—судал                      | + 13' 47"   |
| 82       | Томас Шемпион         | Кофидис                         | + 13' 47"   |
| 83       | Јан Тратник           | Бахреин–викторијус              | + 13' 47"   |
| 84       | Берт Јан Линдерман    | Кубека асос                     | + 13' 51"   |
| 85       | Тимо Росен            | Јумбо—визма                     | + 13' 51"   |
| 86       | Рето Холенстејн       | Израел старт ап нејшон          | + 13' 51"   |
| 87       | Андре Карваљо         | Кофидис                         | + 13' 51"   |
| 88       | Гејс ван Хуке         | АГ2Р ситроен                    | + 13' 51"   |
| 89       | Џек Бауер             | Бајк ексчејнџ                   | + 13' 51"   |
| 90       | Крис Хамилтон         | ДСМ                             | + 13' 51"   |
| 91       | Симоне Петили         | Интермарш—ванти—гобер материокс | + 13' 51"   |
| 92       | Алесандро Тонели      | Бардијани—ЦСФ—фазијане          | + 13' 57"   |
| 93       | Марко Маркато         | УАЕ тим Емирејтс                | + 14' 06"   |
| 94       | Фредерик Фрисон       | Лото–судал                      | + 14' 13"   |
| 95       | Филип Валслебен       | Алпесин—феникс                  | + 14' 13"   |
| 96       | Мануеле Боаро         | Астана премијер тех             | + 14' 16"   |
| 97       | Ектор Каретеро        | Мовистар                        | + 14' 21"   |
| 98       | Јорис Ниувенхојс      | ДСМ                             | + 16' 58"   |
| 99       | Мартејн Тусвелд       | ДСМ                             | + 17' 01"   |
| 100      | Ерик Фетер            | Еоло—комета                     | + 18' 27"   |
| 101      | Давиде Баис           | Еоло—комета                     | + 18' 48"   |
| 102      | Андреа ди Ренцо       | Вини забу—брадо—КТМ             | + 18' 48"   |
| 103      | Тобијас Лудвигсон     | Групама—ФДЈ                     | + 18' 48"   |
| 104      | Бенжамин Деклерк      | Аркеа—самсик                    | + 18' 48"   |
| 105      | Лукаш Овсјан          | Аркеа—самсик                    | + 18' 48"   |
| 106      | Натнел Берхане        | Кофидис                         | + 18' 48"   |
| 107      | Ромен Комбо           | ДСМ                             | + 18' 48"   |
| 108      | Самуеле Зокарато      | Бардијани—ЦСФ—фазијане          | + 18' 48"   |
| 109      | Мадс Вирц Шмит        | Израел старт ап нејшон          | + 20' 28"   |
| 110      | Натан Хас             | Кофидис                         | + 22' 41"   |
| 111      | Кевин Вермерк         | ДСМ                             | + 22' 41""  |
| 112      | Никола Еде            | Кофидис                         | + 22' 41"   |
| 113      | Кевин Леданоа         | Аркеа—самсик                    | + 22' 41"   |
| 114      | Мичел Докер           | ЕФ едукејшон—нипо               | + 22' 41"   |
| 115      | Серхио Самитиер       | Мовистар                        | + 22' 41"   |
| 116      | Патрик Гампер         | Бора–ханзгро                    | + 22' 41"   |
| 117      | Тимен Аренсман        | ДСМ                             | + 22' 41"   |
| 118      | Крис Харпер           | Јумбо—визма                     | 22' 54"     |
| OTL      | Ото Вергерд           | Алпесин—феникс                  | 28' 49"     |
| OTL      | Филипо Таљани         | Андрони ђокатоли—сидермек       | 30' 50"     |
| OTL      | Ксансро Морис         | Алпесин—феникс                  | 30' 52"     |
| OTL      | Дијего Севиља         | Еоло—комета                     | 30' 52"     |
| OTL      | Матија Бевилаква      | Вини забу—брадо—КТМ             | 30' 52"     |
| OTL      | Фабио Мацуко          | Бардијани—ЦСФ—фазијане          | 30' 52"     |
| OTL      | Серхио Гарсија        | Еоло—комета                     | 30' 52"     |
| OTL      | Гијом Бовен           | Израел старт ап нејшон          | 30' 52"     |
| OTL      | Џеферсон Кепеда       | Андрони ђокатоли—сидермек       | 30' 52"     |
| OTL      | Матија Вил            | Андрони ђокатоли—сидермек       | 30' 52"     |
| OTL      | Лилијан Калмежан      | АГ2Р ситроен                    | 30' 52"     |
| OTL      | Јулијус ван дер Берг  | ЕФ едукејшон—нипо               | 30' 52"     |
| OTL      | Данијел Вегас         | Еоло—комета                     | 30' 52"     |
| OTL      | Никола Венчарути      | Андрони ђокатоли—сидермек       | 30' 52"     |
| OTL      | Алексис Ренар         | Вини забу—брадо—КТМ             | 30' 52"     |
| OTL      | Барнабас Пек          | Бајк ексчејнџ                   | 30' 52"     |
| OTL      | Јонас Грегард         | Астана премијер тех             | 30' 52"     |
| OTL      | Артуро Гравалос       | Еоло—комета                     | 30' 52"     |
| OTL      | Давиде Орико          | Вини забу—брадо—КТМ             | 30' 52"     |
| OTL      | Себастијан Лангевелд  | ЕФ едукејшон—нипо               | 30' 52"     |
| —        | Фабио Фелине          | Астана премијер тех             | DNF         |
| —        | Том девринт           | Интермарш—ванти—гобер материокс | DNF         |
| —        | Алесандро Јачи        | Вини забу—брадо—КТМ             | DNF         |
| —        | Алекс Хаус            | ЕФ едукејшон—нипо               | DNF         |
| —        | Антонио Нибали        | Трек–сегафредо                  | DNF         |
| —        | Филипо Заканти        | Бардијани—ЦСФ—фазијане          | DNF         |
| —        | Тибо Жерналек         | Аркеа—самсик                    | DNF         |
| —        | Ерос Капеки           | Бахреин–викторијус              | DNF         |
| —        | Андреа Пасквалон      | Интермарш—ванти—гобер материокс | DNF         |
| —        | Јан Петелин           | Вини забу—брадо—КТМ             | DNF         |
| —        | Самуеле Риви          | Еоло—комета                     | DNF         |
| —        | Валерио Конти         | УАЕ тим Емирејтс                | DNF         |
| —        | Фабио Сабатини        | Кофидис                         | DNF         |
| —        | Лоран Пишон           | Аркеа—самсик                    | DNF         |
| —        | Домен Новак           | Бахреин–викторијус              | DNF         |
| —        | Лоик Вилежен          | Интермарш—ванти—гобер материокс | DNF         |
| —        | Пол Мартенс           | Јумбо—визма                     | DNF         |
| —        | Леонардо Басо         | Инеос Гренадирс                 | DNF         |
| —        | Александар Рјабушенко | УАЕ тим Емирејтс                | DNF         |
| —        | Давиде Балерини       | Декунинк—Квик-степ              | DNF         |
| —        | Ник Шулц              | Бајк ексчејнџ                   | DNF         |
| —        | Марк Падун            | Бахреин–викторијус              | DNF         |
| —        | Џенте Бирманс         | Израел старт ап нејшон          | DNF         |
| —        | Јонас Рикерт          | Алпесин—феникс                  | DNF         |
| —        | Михал Квјатковски     | Инеос Гренадирс                 | DNF         |
| —        | Камил Градек          | Вини забу—брадо—КТМ             | DNF         |
| —        | Дрис Девенајс         | Декунинк—Квик-степ              | DNF         |
| —        | Карел Вацек           | Кубека асос                     | DNF         |
| —        | Ђовани Висконти       | Бардијани—ЦСФ—фазијане          | DNF         |
| —        | Томаш Марчински       | Лото–судал                      | DNF         |
| —        | Симон Пело            | Андрони ђокатоли—сидермек       | DNF         |
| —        | Салваторе Пукио       | Инеос Гренадирс                 | DNF         |
| —        | Симоне Бевилаква      | Вини забу—брадо—КТМ             | DNF         |
| —        | Лоусон Кредок         | ЕФ едукејшон—нипо               | DNF         |
| —        | Никола Кончи          | Трек–сегафредо                  | DNF         |
| —        | Давиде Габуро         | Бардијани—ЦСФ—фазијане          | DNF         |
| —        | Тош ван дер Санде     | Лото–судал                      | DNF         |

| DNF | Није завршио          |
| OTL | Ван временског лимита |